# Liste des distinctions de Birdman
Cette page dresse la liste des distinctions obtenues par le film américain Birdman, sorti aux États-Unis le 17 octobre 2014, au cours de la saison des récompenses 2014-2015.

## Sélections
- Festival du film de New York 2014
- Festival du film de Telluride 2014
- Festival international du film de Venise 2014 : sélection officielle et film d'ouverture

## Récompenses
- Oscars du cinéma 2015
  - Meilleur film
  - Meilleur réalisateur pour Alejandro González Iñárritu
  - Meilleur scénario original pour Alejandro González Iñárritu, Alexander Dinelaris, Armando Bo et Nicolas Giabone
  - Meilleure photographie pour Emmanuel Lubezki
- César du meilleur film étranger
- Golden Globes 2015
  - Meilleur acteur dans un film musical ou une comédie pour Michael Keaton
  - Meilleur scénario pour Alejandro González Iñárritu, Alexander Dinelaris, Armando Bo et Nicolas Giabone
- British Academy Film Awards 2015 : Meilleure photographie pour Emmanuel Lubezki
- Screen Actors Guild Awards 2015 : Meilleure distribution
- Boston Society of Film Critics Awards 2014 : 
  - Meilleur film (2e place)
  - Meilleur acteur pour Michael Keaton
  - Meilleur acteur dans un second rôle pour Edward Norton (2e place)
  - Meilleure actrice dans un second rôle pour Emma Stone
  - Meilleure distribution (2e place)
  - Meilleur scénario pour Alejandro González Iñárritu, Alexander Dinelaris, Armando Bo et Nicolas Giabone (ex æquo avec Richard Linklater pour Boyhood)
  - Meilleure photographie pour Emmanuel Lubezki
- Boston Online Film Critics Association Awards 2014 :
  - Meilleur réalisateur pour Alejandro González Iñárritu
  - Meilleur acteur dans un second rôle pour Edward Norton
  - Meilleure distribution
  - Meilleure photographie pour Emmanuel Lubezki
- Chicago Film Critics Association Awards 2014 :
  - Meilleur acteur pour Michael Keaton
  - Meilleure photographie pour Emmanuel Lubezki (ex æquo avec Robert Yeoman pour The Grand Budapest Hotel)
- Dallas-Fort Worth Film Critics Association Awards 2014 :
  - Meilleur film
  - Meilleur réalisateur pour Alejandro González Iñárritu
  - Meilleur acteur pour Michael Keaton
  - Meilleure photographie pour Emmanuel Lubezki
- Detroit Film Critics Society Awards 2014 :
  - Meilleur acteur pour Michael Keaton
  - Meilleure distribution
- Gotham Awards 2014 :
  - Meilleur film
  - Meilleur acteur pour Michael Keaton
- Kansas City Film Critics Circle Awards 2014 :
  - Meilleur film
  - Meilleur acteur pour Michael Keaton
  - Meilleur acteur dans un second rôle pour Edward Norton
- Los Angeles Film Critics Association Awards 2014 :
  - Meilleur acteur pour Michael Keaton (2e place)
  - Meilleur acteur dans un second rôle pour Edward Norton (2e place)
  - Meilleur scénario original pour Alejandro González Iñárritu, Alexander Dinelaris, Armando Bo et Nicolas Giabone (2e place)
  - Meilleure photographie pour Emmanuel Lubezki
- National Board of Review Awards 2014 :
  - Top 2014 des meilleurs films
  - Meilleur acteur pour Michael Keaton (ex æquo avec Oscar Isaac pour A Most Violent Year)
  - Meilleur acteur dans un second rôle pour Edward Norton
- New York Film Critics Online Awards 2014 :
  - Meilleure distribution
  - Meilleur scénario pour Alejandro González Iñárritu
- Online Film Critics Society Awards 2014 : 
  - Meilleur acteur dans un second rôle pour Edward Norton
  - Meilleur montage
- Phoenix Film Critics Society Awards 2014 :
  - Meilleur film
  - Meilleur acteur pour Michael Keaton
  - Meilleure distribution
  - Meilleure photographie pour Emmanuel Lubezki
  - Meilleur montage
  - Meilleure musique de film
- San Diego Film Critics Society Awards 2014 : meilleure distribution
- St. Louis Film Critics Association Awards 2014 : 
  - Meilleur réalisateur pour Alejandro González Iñárritu
  - Meilleur scénario original pour Alejandro González Iñárritu
  - Meilleure photographie pour Emmanuel Lubezki
  - Meilleure musique de film
- Washington D.C. Area Film Critics Association Awards 2014 : 
  - Meilleur acteur pour Michael Keaton
  - Meilleure distribution
  - Meilleur scénario original pour Alejandro González Iñárritu
  - Meilleure photographie pour Emmanuel Lubezki
  - Meilleur montage pour Douglas Crise et Stephen Mirrione

- Critics' Choice Movie Awards 2015 :
  - Meilleur acteur pour Michael Keaton
  - Meilleure distribution
  - Meilleur scénario original pour Alejandro González Iñárritu, Alexander Dinelaris, Armando Bo et Nicolas Giabone
  - Meilleur acteur dans une comédie pour Michael Keaton
- David di Donatello 2015 : Meilleur film étranger
- National Society of Film Critics Awards 2015 :
  - Meilleur scénario pour Alejandro González Iñárritu (2e place ex æquo avec Inherent Vice)
  - Meilleur film (3e place ex æquo avec Mr. Turner)
  - Meilleur acteur dans un second rôle pour Edward Norton (3e place)
- Vancouver Film Critics Circle Awards 2015 :
  - Meilleur film
  - Meilleur réalisateur pour Alejandro González Iñárritu
- World Soundtrack Awards 2015
  - Meilleure bande originale pour Antonio Sánchez
  - Découverte de l'année pour Antonio Sánchez
- Festival du film de Hollywood 2014 : Hollywood Cinematography Award
- American Film Institute Awards 2014 : top 10 des meilleurs films de l'année
- Film Independent's Spirit Awards 2015 :
  - Meilleur film
  - Meilleur acteur pour Michael Keaton
  - Meilleure photographie pour Emmanuel Lubezki

## Nominations
- Oscars du cinéma 2015 :
  - Meilleur acteur pour Michael Keaton
  - Meilleur acteur dans un second rôle pour Edward Norton
  - Meilleure actrice dans un second rôle pour Emma Stone
  - Meilleur montage de son pour Martin Hernández et Aaron Glascock
  - Meilleur mixage de son pour Jon Taylor, Frank A. Montaño et Thomas Varga
- Golden Globes 2015 :
  - Meilleur film musical ou de comédie
  - Meilleur réalisateur pour Alejandro González Iñárritu
  - Meilleur acteur dans un second rôle pour Edward Norton
  - Meilleure actrice dans un second rôle pour Emma Stone
  - Meilleure musique de film pour Antonio Sánchez
- British Academy Film Awards 2015 :
  - Meilleur film
  - Meilleur réalisateur pour Alejandro González Iñárritu
  - Meilleur acteur pour Michael Keaton
  - Meilleur acteur dans un second rôle pour Edward Norton
  - Meilleure actrice dans un second rôle pour Emma Stone
  - Meilleur scénario original pour Alejandro González Iñárritu, Alexander Dinelaris, Armando Bo et Nicolas Giabone
  - Meilleur montage pour Stephen Mirrione et Douglas Crise
  - Meilleur son pour Thomas Varga, Martín Hernández, Aaron Glascock, Jon Taylor et Frank A. Montaño
  - Meilleure musique de film pour Antonio Sánchez
- Screen Actors Guild Awards 2015 :
  - Meilleur acteur pour Michael Keaton
  - Meilleur acteur dans un second rôle pour Edward Norton
  - Meilleure actrice dans un second rôle pour Emma Stone
- Critics' Choice Movie Awards 2015 :
  - Meilleur film
  - Meilleur réalisateur pour Alejandro González Iñárritu
  - Meilleur acteur dans un second rôle pour Edward Norton
  - Meilleure actrice dans un second rôle pour Emma Stone
  - Meilleure direction artistique pour George DeTitta Jr., Kevin Thompson et Stephen H. Carter
  - Meilleure photographie pour Emmanuel Lubezki
  - Meilleur montage pour Douglas Crise et Stephen Mirrione
  - Meilleure musique de film pour Antonio Sánchez
  - Meilleure comédie
- Directors Guild of America Awards 2015 : meilleur réalisateur de film pour Alejandro González Iñárritu
- Film Independent's Spirit Awards 2015 :
  - Meilleur réalisateur pour Alejandro González Iñárritu
  - Meilleur acteur dans un second rôle pour Edward Norton
  - Meilleure actrice dans un second rôle pour Emma Stone
- Satellite Awards 2015 :
  - Meilleur film
  - Meilleur réalisateur pour Alejandro González Iñárritu
  - Meilleur acteur pour Michael Keaton
  - Meilleur acteur dans un second rôle pour Edward Norton
  - Meilleure actrice dans un second rôle pour Emma Stone
  - Meilleur scénario original pour Alejandro González Iñárritu, Alexander Dinelaris, Armando Bo et Nicolas Giabone
  - Meilleure direction artistique pour George DeTitta Jr., Kevin Thompson et Stephen H. Carter
  - Meilleure photographie pour Emmanuel Lubezki
  - Meilleur montage pour Douglas Crise et Stephen Mirrione
  - Meilleure musique de film pour Antonio Sánchez
- Vancouver Film Critics Circle Awards 2015 :
  - Meilleur acteur pour Michael Keaton
  - Meilleur acteur dans un second rôle pour Edward Norton
  - Meilleur scénario pour Alejandro González Iñárritu, Alexander Dinelaris, Armando Bo et Nicolas Giabone
- Toronto Film Critics Association Awards 2014 : meilleur acteur dans un second rôle pour Edward Norton